# Epitola viridana
Epitola viridana är en fjärilsart som beskrevs av James John Joicey och Talbot 1921. Epitola viridana ingår i släktet Epitola och familjen juvelvingar. Inga underarter finns listade i Catalogue of Life.

## Bildgalleri

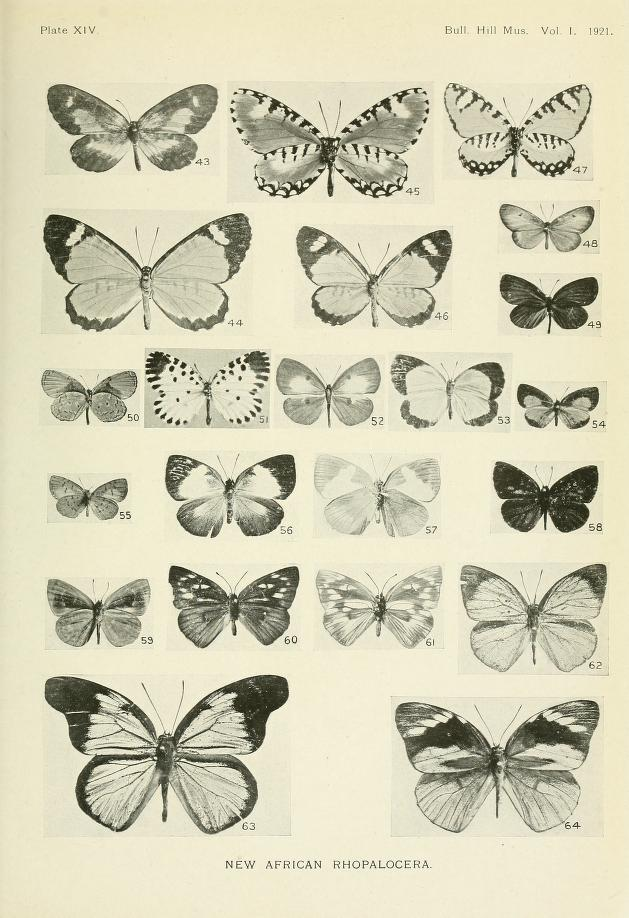
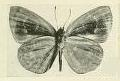